# Patinage artistique aux Jeux olympiques de 1964
Navigation
Squaw Valley 1960 Grenoble 1968
Les épreuves de patinage artistique aux Jeux olympiques d'hiver de 1964 se déroulent du 29 au 6 février 1964 à l'Olympiahalle d'Innsbruck en Autriche. 
Les compétitions regroupent quinze pays et quatre-vingt-dix athlètes (quarante-trois hommes et quarante-sept femmes). 
Trois épreuves sont disputées :
- Concours Messieurs (le 4 février pour les figures imposées et le 6 février pour le programme libre).
- Concours Dames (le 30 janvier pour les figures imposées et le 2 février pour le programme libre)
- Concours Couples (le 29 janvier)

Pour la première fois aux jeux olympiques, trente patineuses participent à la compétition individuelle féminine. 

## Participants

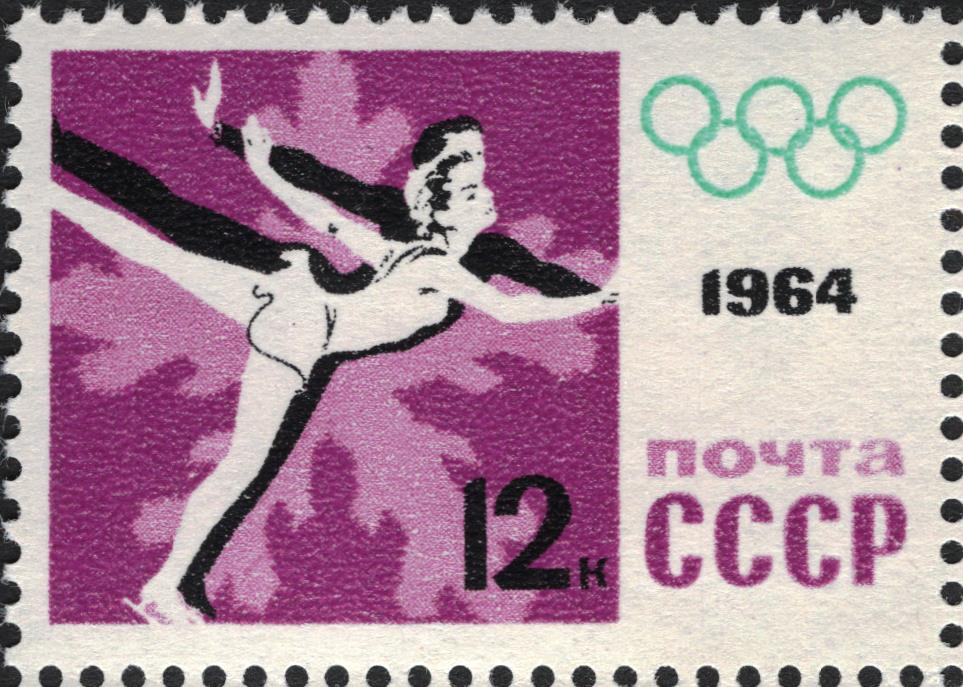
Timbre soviétique émis à l'occasion des IXe Jeux olympiques d'hiver

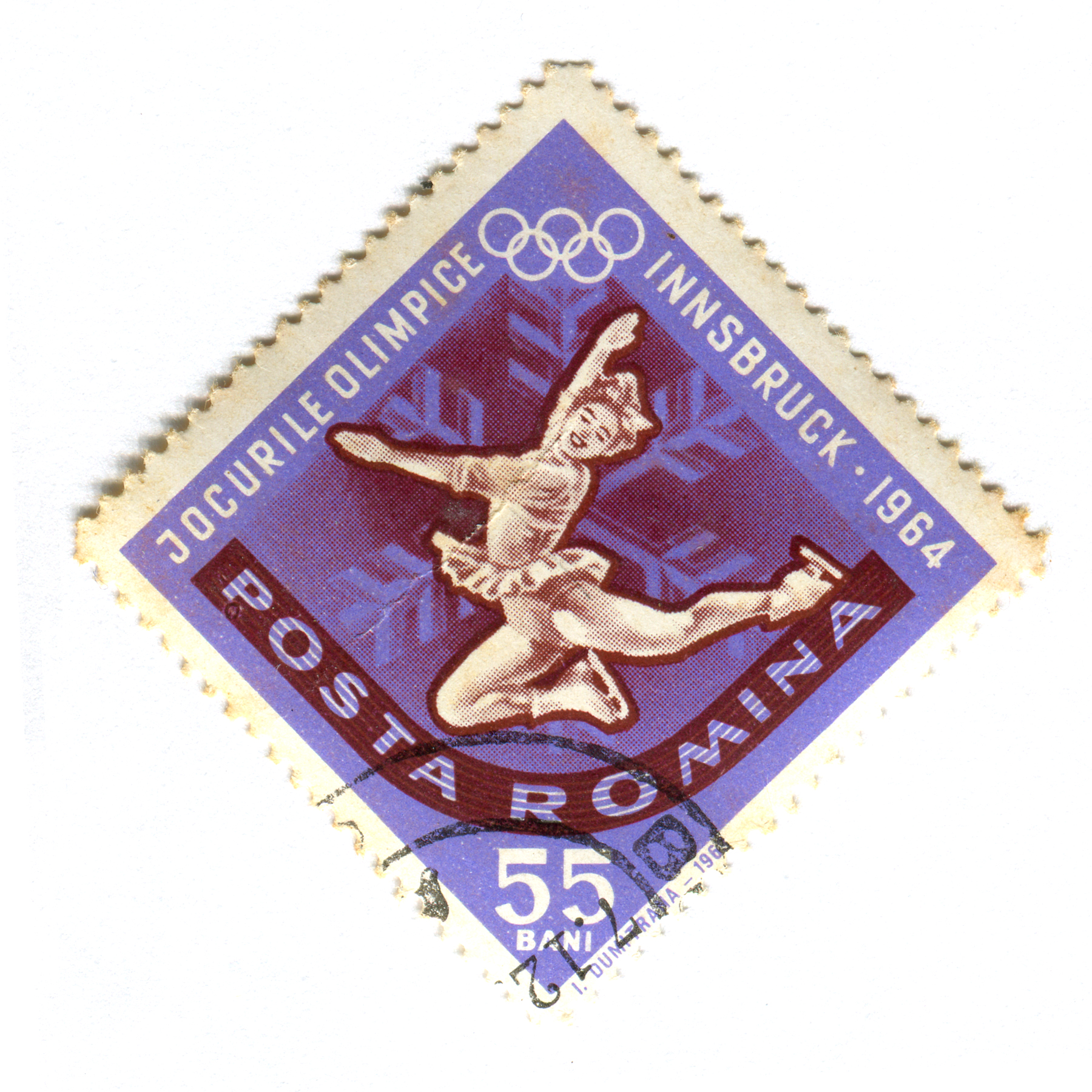
Timbre roumain émis à l'occasion des IXe Jeux olympiques d'hiver

90 patineurs de 15 nations participent aux Jeux olympiques d'hiver de 1964 : 43 hommes et 47 femmes.
| Pays                       | Participants Hommes                                                                                         | Participantes Femmes                                                                                 | Nombre d'hommes | Nombre de femmes | Nombre total |
| -------------------------- | --- | --- | --------------- | ---------------- | ------------ |
| Équipe unifiée d'Allemagne | Hans-Jürgen Bäumler Ralph Borghard Peter Göbel Manfred Schnelldorfer Sepp Schönmetzler Heinz-Ulrich Walther | Uschi Keszler Marika Kilius Inge Paul Margit Senf Gabriele Seyfert Brigitte Wokoeck                  | 6               | 6                | 12           |
| Autriche                   | Wilhelm Bietak Emmerich Danzer Ferry Dedovich Peter Jonas Wolfgang Schwarz                                  | Regine Heitzer Ingrid Ostler Gerlinde Schönbauer Helli Sengstschmid Inge Strell                      | 5               | 5                | 10           |
| Canada                     | Neil Carpenter Donald Knight William Neale Guy Revell Charles Snelling Jim Watters                          | Petra Burka Wendy Griner Shirra Kenworthy Faye Strutt Linda Ann Ward Debbi Wilkes                    | 6               | 6                | 12           |
| États-Unis                 | Scott Allen Jerry Fotheringill Monty Hoyt Ronald Joseph Ronald Kauffman Thomas Litz                         | Peggy Fleming Judianne Fotheringill Christine Haigler Vivian Joseph Cynthia Kauffman Albertina Noyes | 6               | 6                | 12           |
| France                     | Alain Calmat Robert Dureville Philippe Pélissier                                                            | Geneviève Burdel Nicole Hassler                                                                      | 3               | 2                | 5            |
| Hongrie                    | Jenő Ébert                                                                                                  | Zsuzsa Almássy                                                                                       | 1               | 1                | 2            |
| Italie                     | Giordano Abbondati                                                                                          | Sandra Brugnera                                                                                      | 1               | 1                | 2            |
| Japon                      | Nobuo Satō                                                                                                  | Miwa Fukuhara Kumiko Okawa Junko Ueno                                                                | 1               | 3                | 4            |
| Norvège                    | | Anne Karin Dehle Berit Unn Johansen                                                                  | 0               | 2                | 2            |
| Pays-Bas                   | Wouter Toledo                                                                                               | Sjoukje Dijkstra                                                                                     | 1               | 1                | 2            |
| Royaume-Uni                | Malcolm Cannon Hywel Evans                                                                                  | Diana Clifton-Peach Sally-Anne Stapleford Carol-Ann Warner                                           | 2               | 3                | 5            |
| Suède                      | | Ann-Margreth Frei-Käck                                                                               | 0               | 1                | 1            |
| Suisse                     | Yves Ällig Markus Germann Peter Grütter Rüdi Johner                                                         | Gerda Johner Monique Mathys Franziska Schmidt Monika Zingg                                           | 4               | 4                | 8            |
| Tchécoslovaquie            | Peter Bartosiewicz Karol Divín Ondrej Nepela Jaroslav Votruba                                               | Milada Kubíková Hana Mašková Jana Mrázková Agnesa Wlachovská                                         | 4               | 4                | 8            |
| Union soviétique           | Alexander Gavrilov Valeri Meshkov Oleg Protopopov                                                           | Ludmila Belousova Tatiana Zhuk                                                                       | 3               | 2                | 5            |
| Total                      | Total | Total                                                                                                | 43              | 47               | 90           |

## Podiums
| Épreuves                      | Or                                  | Argent                                                        | Bronze                        |
| ----------------------------- | ----------------------------------- | ------------------------------------------------------------- | ----------------------------- |
| Messieurs résultats détaillés | Manfred Schnelldorfer               | Alain Calmat                                                  | Scott Allen                   |
| Dames résultats détaillés     | Sjoukje Dijkstra                    | Regine Heitzer                                                | Petra Burka                   |
| Couples résultats détaillés   | Ludmila Belousova / Oleg Protopopov | Marika Kilius / Hans-Jürgen Bäumler Debbi Wilkes / Guy Revell | Vivian Joseph / Ronald Joseph |

## Tableau des médailles
| Rang  | Pays                       | Médaille d'or, Jeux olympiques | Médaille d'argent, Jeux olympiques | Médaille de bronze, Jeux olympiques | Total |
| 1     | Équipe unifiée d'Allemagne | 1                              | 1                                  | 0                                   | 2     |
| 2     | Pays-Bas                   | 1                              | 0                                  | 0                                   | 1     |
| 2     | Union soviétique           | 1                              | 0                                  | 0                                   | 1     |
| 4     | Canada                     | 0                              | 1                                  | 1                                   | 2     |
| 5     | Autriche                   | 0                              | 1                                  | 0                                   | 1     |
| 5     | France                     | 0                              | 1                                  | 0                                   | 1     |
| 7     | États-Unis                 | 0                              | 0                                  | 2                                   | 2     |
| Total | Total                      | 3                              | 4                                  | 3                                   | 10    |

## Détails des compétitions

### Messieurs
| Rang    | Nom                   | Nation                     | Places | Points | Fig. impo. | Prog. libre |
| ------- | --------------------- | -------------------------- | ------ | ------ | ---------- | ----------- |
| 1       | Manfred Schnelldorfer | Équipe unifiée d'Allemagne | 13.0   | 1916.9 | 1          | 1           |
| 2       | Alain Calmat          | France                     | 22.0   | 1876.5 | 3          | 5           |
| 3       | Scott Allen           | États-Unis                 | 26.0   | 1873.6 | 4          | 4           |
| 4       | Karol Divín           | Tchécoslovaquie            | 32.0   | 1862.8 | 2          | 9           |
| 5       | Emmerich Danzer       | Autriche                   | 42.0   | 1824.0 | 5          | 3           |
| 6       | Thomas Litz           | États-Unis                 | 77.0   | 1764.7 | 13         | 2           |
| 7       | Peter Jonas           | Autriche                   | 79.0   | 1752.0 | 9          | 6           |
| 8       | Nobuo Satō            | Japon                      | 88.0   | 1746.2 | 8          | 10          |
| 9       | Donald Knight         | Canada                     | 85.0   | 1746.6 | 7          | 11          |
| 10      | Monty Hoyt            | États-Unis                 | 81.0   | 1755.5 | 6          | 12          |
| 11      | Ralph Borghard        | Équipe unifiée d'Allemagne | 90.0   | 1742.2 | 10         | 7           |
| 12      | Sepp Schönmetzler     | Équipe unifiée d'Allemagne | 92.0   | 1743.1 | 12         | 8           |
| 13      | Charles Snelling      | Canada                     | 117.0  | 1705.5 | 16         | 15          |
| 14      | Giordano Abbondati    | Italie                     | 131.0  | 1688.4 | 11         | 16          |
| 15      | Wolfgang Schwarz      | Autriche                   | 127.0  | 1695.9 | 17         | 13          |
| 16      | William Neale         | Canada                     | 143.0  | 1667.7 | 19         | 14          |
| 17      | Robert Dureville      | France                     | 148.0  | 1660.0 | 14         | 19          |
| 18      | Hywel Evans           | Royaume-Uni                | 159.0  | 1640.1 | 15         | 22          |
| 19      | Markus Germann        | Suisse                     | 186.0  | 1578.0 | 20         | 23          |
| 20      | Malcolm Cannon        | Royaume-Uni                | 187.0  | 1587.5 | 18         | 24          |
| 21      | Jenő Ébert            | Hongrie                    | 188.0  | 1586.9 | 22         | 18          |
| 22      | Ondrej Nepela         | Tchécoslovaquie            | 190.0  | 1590.1 | 23         | 17          |
| 23      | Philippe Pélissier    | France                     | 190.0  | 1590.1 | 21         | 21          |
| 24      | Peter Grütter         | Suisse                     | 190.0  | 1590.1 | 24         | 20          |
| Forfait | Valeri Meshkov        | Union soviétique           |        |        |            |             |
| Forfait | Wouter Toledo         | Pays-Bas                   |        |        |            |             |

### Dames

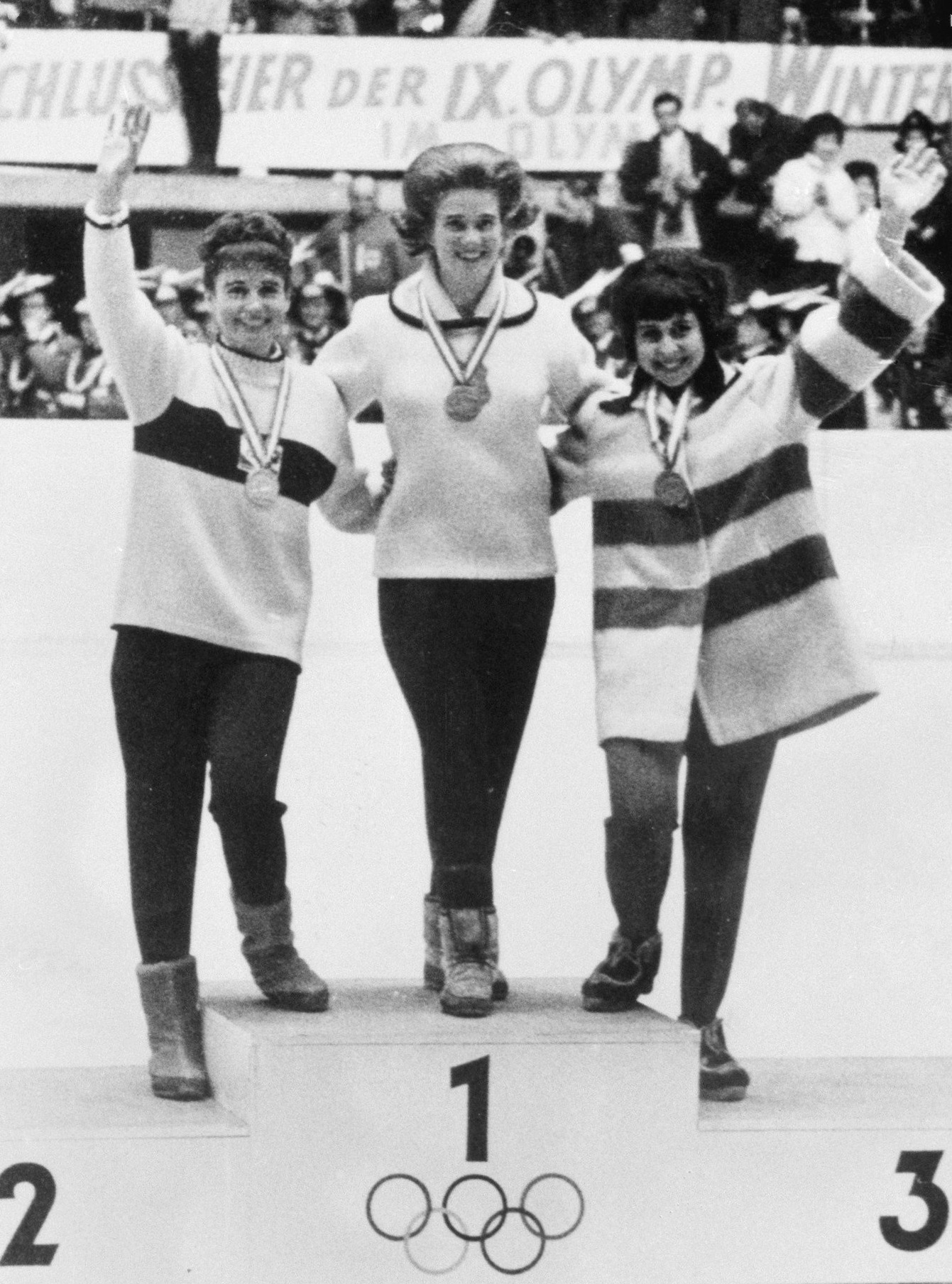
Podium des Dames

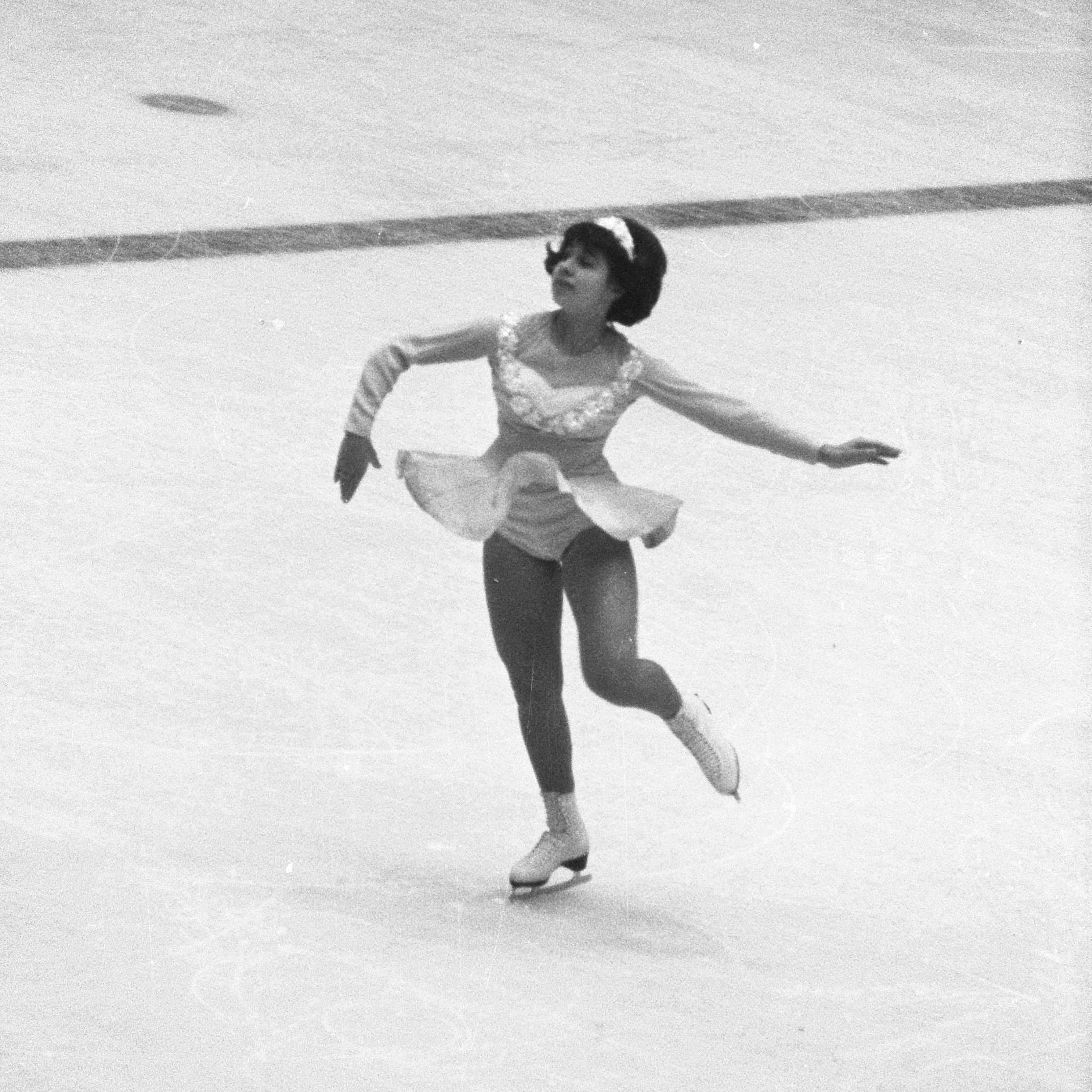
Sjoukje Dijkstra aux Jeux olympiques d'hiver de 1964.

| Rang | Nom                    | Nation                     | Places | Points | Fig. impo. | Prog. libre |
| ---- | ---------------------- | -------------------------- | ------ | ------ | ---------- | ----------- |
| 1    | Sjoukje Dijkstra       | Pays-Bas                   | 9.0    | 2018.5 | 1          | 1           |
| 2    | Regine Heitzer         | Autriche                   | 22.0   | 1945.5 | 2          | 5           |
| 3    | Petra Burka            | Canada                     | 25.0   | 1940.0 | 3          | 2           |
| 4    | Nicole Hassler         | France                     | 38.0   | 1887.7 | 5          | 4           |
| 5    | Miwa Fukuhara          | Japon                      | 50.0   | 1845.1 | 4          | 9           |
| 6    | Peggy Fleming          | États-Unis                 | 59.0   | 1819.6 | 8          | 6           |
| 7    | Christine Haigler      | États-Unis                 | 74.0   | 1803.8 | 6          | 15          |
| 8    | Albertina Noyes        | États-Unis                 | 73.0   | 1798.9 | 9          | 7           |
| 9    | Helli Sengstschmid     | Autriche                   | 85.0   | 1782.1 | 18         | 3           |
| 10   | Wendy Griner           | Canada                     | 91.0   | 1775.3 | 13         | 8           |
| 11   | Sally-Anne Stapleford  | Royaume-Uni                | 108.0  | 1757.9 | 7          | 19          |
| 12   | Shirra Kenworthy       | Canada                     | 104.0  | 1756.3 | 10         | 16          |
| 13   | Kumiko Okawa           | Japon                      | 136.0  | 1725.4 | 15         | 11          |
| 14   | Inge Paul              | Équipe unifiée d'Allemagne | 139.0  | 1720.3 | 17         | 12          |
| 15   | Hana Mašková           | Tchécoslovaquie            | 142.0  | 1714.8 | 19         | 10          |
| 16   | Carol-Ann Warner       | Royaume-Uni                | 162.0  | 1692.9 | 12         | 22          |
| 17   | Zsuzsa Almássy         | Hongrie                    | 159.0  | 1702.2 | 20         | 14          |
| 18   | Diana Clifton-Peach    | Royaume-Uni                | 152.0  | 1711.7 | 11         | 25          |
| 19   | Gabriele Seyfert       | Équipe unifiée d'Allemagne | 177.0  | 1685.1 | 21         | 17          |
| 20   | Ingrid Ostler          | Autriche                   | 171.0  | 1684.8 | 16         | 20          |
| 21   | Ann-Margreth Frei-Käck | Suède                      | 191.0  | 1661.1 | 26         | 13          |
| 22   | Junko Ueno             | Japon                      | 170.0  | 1685.0 | 14         | 26          |
| 23   | Franziska Schmidt      | Suisse                     | 193.0  | 1662.8 | 22         | 21          |
| 24   | Uschi Keszler          | Équipe unifiée d'Allemagne | 213.0  | 1642.3 | 25         | 18          |
| 25   | Jana Mrázková          | Tchécoslovaquie            | 205.0  | 1646.4 | 23         | 24          |
| 26   | Sandra Brugnera        | Italie                     | 221.0  | 1612.5 | 27         | 23          |
| 27   | Monika Zingg           | Suisse                     | 248.0  | 1568.9 | 28         | 28          |
| 28   | Anne Karin Dehle       | Norvège                    | 248.0  | 1571.9 | 24         | 30          |
| 29   | Geneviève Burdel       | France                     | 255.0  | 1542.0 | 29         | 27          |
| 30   | Berit Unn Johansen     | Norvège                    | 265.0  | 1524.9 | 30         | 29          |

### Couples
Le 29 janvier 1964, les soviétiques Ludmila Belousova et Oleg Protopopov remportent l'épreuve par couple, devant les Allemands Marika Kilius et Hans-Jürgen Bäumler. La médaille de bronze est attribuée aux Canadiens Debbi Wilkes et Guy Revell. 
En 1966, Marika Kilius et Hans-Jürgen Bäumler doivent rendre leurs médailles à cause d'un contrat professionnel signé avant les Jeux. En effet, les athlètes olympiques doivent être impérativement à cette époque des amateurs. Ainsi, les canadiens reçoivent la médaille d'argent à la place des allemands disqualifiés et les Américains Vivian et Ron Joseph, initialement quatrièmes, montent sur le podium pour recevoir une médaille de bronze. 
En 1987, le CIO décide de revenir sur la décision de 1966 en rendant la médaille d'argent au couple allemand. Les résultats sont ensuite plongés dans la confusion puisque différents palmarès indiquent différentes informations. 
En 2013, le CIO indique que les soviétiques ont la médaille d'or, les canadiens et les allemands se partagent la médaille d'argent et les américains la médaille de bronze. Il précise que ce sont les résultats officiels depuis 1987,.
| Rang | Nom                                        | Nation                     | Places | Points |
| ---- | ------------------------------------------ | -------------------------- | ------ | ------ |
| 1    | Ludmila Belousova / Oleg Protopopov        | Union soviétique           | 13.0   | 104.4  |
| 2    | Marika Kilius / Hans-Jürgen Bäumler        | Équipe unifiée d'Allemagne | 15.0   | 103.6  |
| 2    | Debbi Wilkes / Guy Revell                  | Canada                     | 35.5   | 98.5   |
| 3    | Vivian Joseph / Ronald Joseph              | États-Unis                 | 35.5   | 98.2   |
| 5    | Tatiana Zhuk / Aleksandr Gavrilov          | Union soviétique           | 45.0   | 96.6   |
| 6    | Gerda Johner / Rüdi Johner                 | Suisse                     | 56.0   | 95.4   |
| 7    | Judianne Fotheringill / Jerry Fotheringill | États-Unis                 | 69.5   | 94.7   |
| 8    | Cynthia Kauffman / Ronald Kauffman         | États-Unis                 | 74.0   | 92.8   |
| 9    | Agnesa Wlachovská / Peter Bartosiewicz     | Tchécoslovaquie            | 84.0   | 91.8   |
| 10   | Milada Kubíková / Jaroslav Votruba         | Tchécoslovaquie            | 97.0   | 88.9   |
| 11   | Brigitte Wokoeck / Heinz-Ulrich Walther    | Équipe unifiée d'Allemagne | 103.5  | 88.8   |
| 12   | Gerlinde Schönbauer / Wilhelm Bietak       | Autriche                   | 108.0  | 87.7   |
| 13   | Margit Senf / Peter Göbel                  | Équipe unifiée d'Allemagne | 113.5  | 87.9   |
| 14   | Faye Strutt / Jim Watters                  | Canada                     | 122.5  | 85.3   |
| 15   | Inge Strell / Ferry Dedovich               | Autriche                   | 129.0  | 83.6   |
| 16   | Linda Ann Ward / Neil Carpenter            | Canada                     | 128.5  | 84.2   |
| 17   | Monique Mathys / Yves Ällig                | Suisse                     | 147.5  | 81.5   |